# Église Saint-Thomas d'Ágios Thomás
Pour les articles homonymes, voir Église Saint-Thomas.
L'église Saint-Thomas (grec moderne : Εκκλησία Αγίου Θωμά) est une église orthodoxe byzantine située dans le village d'Ágios Thomás, sur l'île de Crète, en Grèce,.

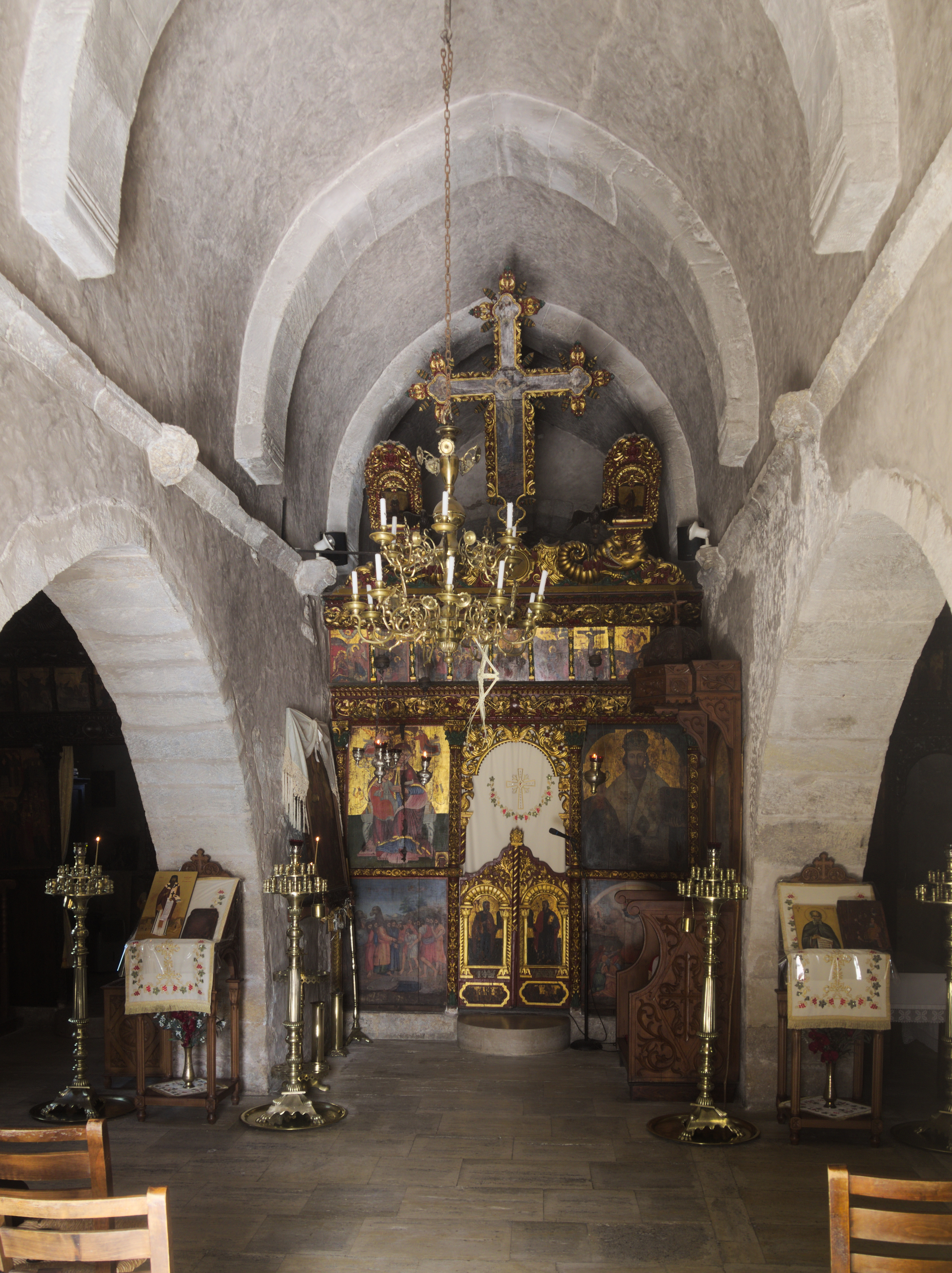
Vue de l'intérieur de l'église.

L'église est située dans la centre du village d'Ágios Thomás, à une distance d'environ 30 kilomètres au sud d'Héraklion. Construite au cours de la période byzantine moyenne sur le site d'une église de date antérieure, plus précisément de la période paléochrétienne, l'église subit d'importantes modifications au cours de la période vénitienne,.
L'église est construite en plan basilical à trois ailes. À son entrée, se trouve un narthex, dont l'ajout remonte au XVe siècle. À la jonction de ce dernier avec la nef, se trouve une tour à dôme de forme circulaire, d'une hauteur exceptionnelle, également construite au cours du XVe siècle. Le clocher latéral, de petite taille, est ajouté au cours du XIXe siècle. L'intérieur de l'église est décoré de peintures murales, cependant, peu d'entre elles subsistent,.